# لوتشيانو مارانغون
لوتشيانو مارانغون (بالإيطالية: Luciano Marangon)‏ هو لاعب كرة قدم إيطالي في مركز الدفاع، ولد في 21 أكتوبر 1956 في كوينتو دي تريفيزو في إيطاليا. شارك مع منتخب إيطاليا لكرة القدم. أما مع النوادي، فقد لعب مع إنتر ميلان ونادي روما ونادي نابولي وهيلاس فيرونا ويوفنتوس.

## وصلات خارجية
- لوتشيانو مارانغون على موقع قاعدة بيانات كرة القدم.إي يو (الإنجليزية)
- لوتشيانو مارانغون على موقع ناشيونال فوتبول تيمز (الإنجليزية)
- لوتشيانو مارانغون على موقع عالم كرة القدم.نت (الإنجليزية)